# Sondermunitionslager

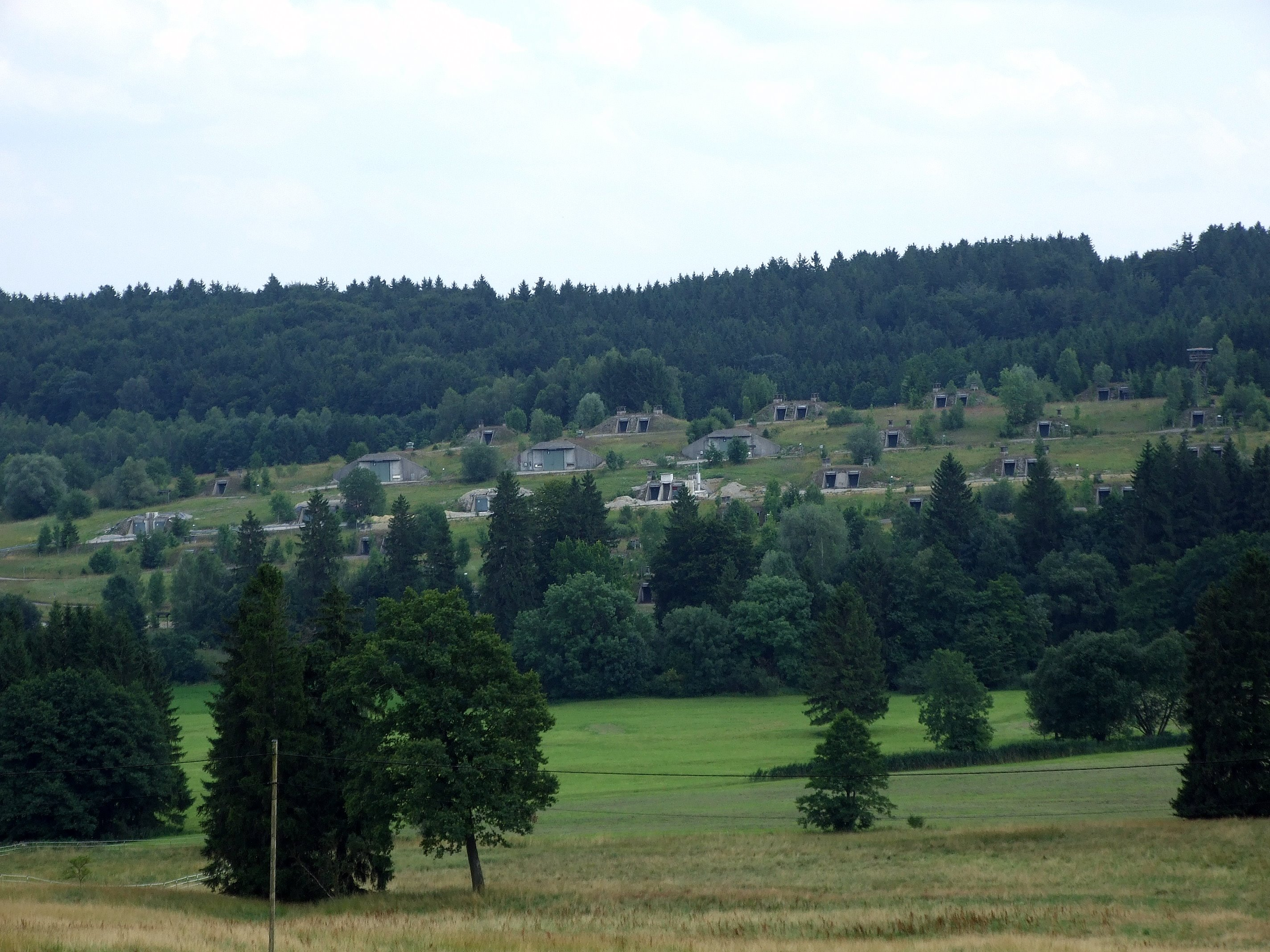
Erdbunker und Wachturm des ehemaligen Sondermunitionslagers Engratshofen

Sondermunitionslager (englisch Special Ammunition Storage, SAS; Tarnbezeichnung zumindest im MAD Poseidon-Objekt) sind verbunkerte logistische Einrichtungen des US-Militärs, in denen US-Atomsprengköpfe gelagert, gewartet und bewacht werden. Auch NATO-Staaten, die selbst nicht über Atomwaffen verfügen, unterhalten im Rahmen ihrer Nuklearen Teilhabe SAS für die US-Kernwaffen, die im Falle eines Atomkrieges mit eigenen Trägersystemen (Flugzeuge, Raketen, Geschütze etc.) eingesetzt werden können. Die zuständige US-Militäreinheit war die 59th Ordnance Brigade.
Die meisten dieser Lager in Europa wurden nach dem Ende des Kalten Krieges im Laufe der 1990er Jahre aufgelöst.
Heute noch bekannte und als Sondermunitionslager genutzte Bunkeranlagen für nukleare Gefechtsköpfe (Stand Anfang 2010) befinden sich in Belgien (Kleine Brogel), Deutschland (Fliegerhorst Büchel), Italien (Aviano und Ghedi-Torre), den Niederlanden (Volkel) und der Türkei (Incirlik Air Base) bei Stationierungsorten von Trägersystemen für taktische Atomwaffen.

## Sondermunitionslager in der Bundesrepublik Deutschland

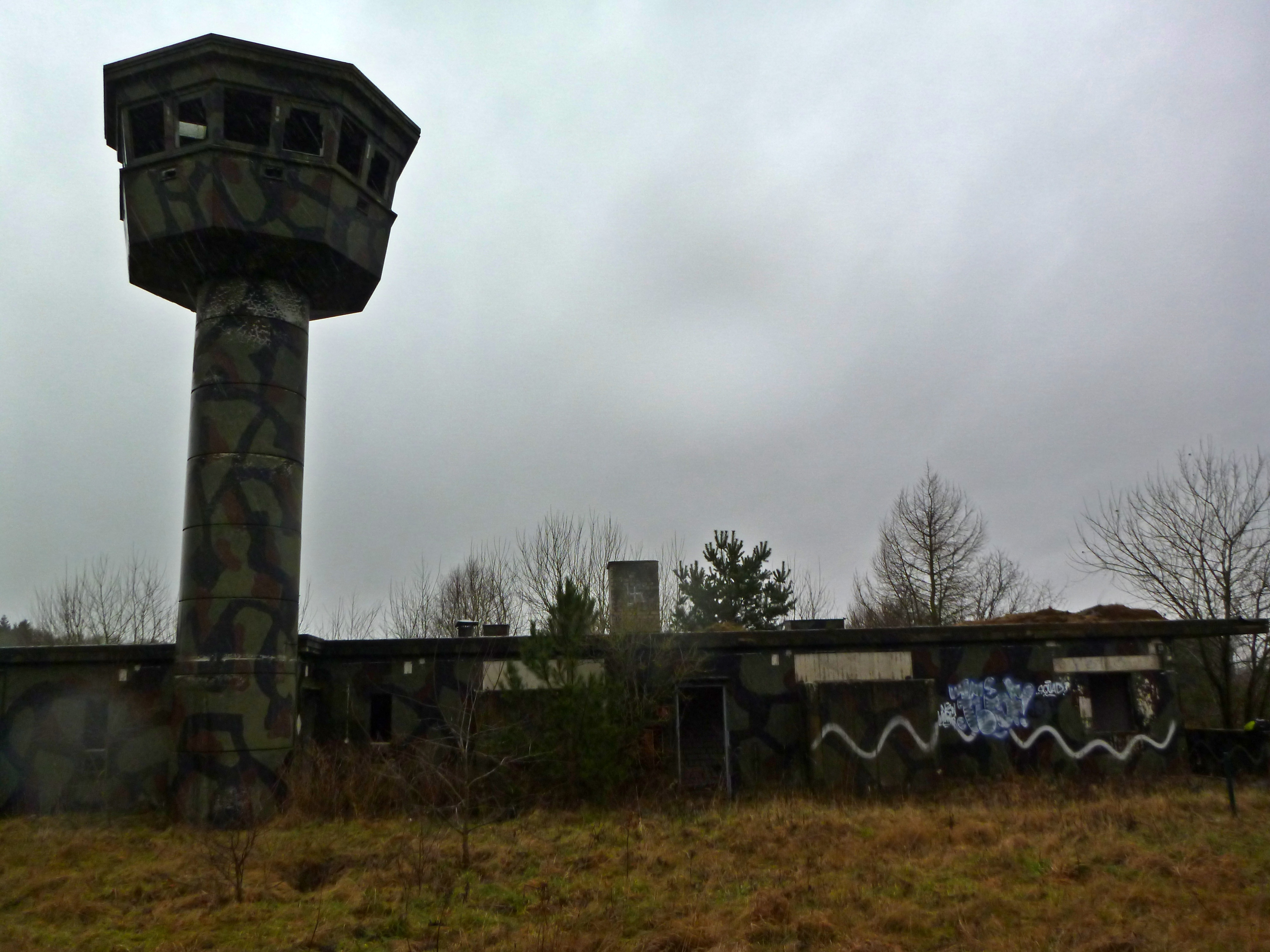
Wachturm des Sondermunitionslagers Kellinghusen

### Einrichtung ab 1953
Unter den weltpolitischen Gegebenheiten des Kalten Krieges erhielt das zweigeteilte Deutschland als zentrales Frontgebiet der Block-Konfrontation zwischen NATO-Staaten und Ostblock bzw. Warschauer Pakt (ab 1955) besondere Bedeutung für die Aufrüstungspolitik der Führungsmächte USA und Sowjetunion. 1953 waren im Zusammenhang mit der Stationierung der nuklear bestückten US-Haubitze M65 (Atomic Annie) die ersten Sondermunitionslager der United States Army auf dem Gebiet der Bundesrepublik Deutschland eingerichtet worden. Die ersten nuklearen Fliegerbomben wurden im März 1955 von den USA in die Bundesrepublik gebracht, kurz darauf auch Atomminen (ADM) und Atomsprengköpfe für Marschflugkörper und Kurzstreckenraketen. Ein möglicher Einsatz dieser Nuklearwaffen war jedoch zunächst ausschließlich durch Waffensysteme der USA vorgesehen. Erst nach der Gründung der Bundeswehr informierten die USA 1957 die deutsche Öffentlichkeit über das Vorhandensein der Waffen. Kurz darauf setzte Bundeskanzler Konrad Adenauer für den Fall eines Krieges die Möglichkeit des Einsatzes taktischer Atomwaffenträger durch die Bundeswehr im Rahmen der Nuklearen Teilhabe gegen Proteste größerer Bevölkerungsteile durch. Die für die deutsche Trägersysteme vorgesehene atomare Munition blieben jedoch stets in der Hoheit und unter Aufsicht der US-Streitkräfte. In den folgenden Jahren erhielt die Bundeswehr auf Betreiben des Verteidigungsministers Franz Josef Strauß zahlreiche Trägersysteme für Atomwaffen, die in bundeswehreigenen SAS gelagert wurden. In deren innerem Bereich wachten US-Soldaten, der Außenbereich wurde von Wacheinheiten der Bundeswehr gesichert.
Von Anfang der 1960er bis zu Beginn der 1990er Jahre waren auf dem Gebiet der Bundesrepublik jedem Großverband der Bundeswehr auf Korps- und Divisionsebene solche SAS zugeordnet. In der Spätphase des Kalten Krieges existierten schließlich etwa 100 SAS auf bundesdeutschem Gebiet, davon allein 70 im sogenannten Nike-Gürtel.
Die SAS, deren genauer Inhalt der militärischen Geheimhaltung unterlag und nur den leitenden Offizieren der US-Streitkräfte bekannt war, wurden in einen besonders gesicherten inneren und einen äußeren Sperrbereich eingeteilt. Im inneren Bereich wurden die gelagerten Sprengköpfe von US-Wacheinheiten gesichert. Im äußeren Bereich wurde Material für den Einsatz und Instandsetzung aufbewahrt. Der äußere Bereich wurde durch eine Wach- und Begleitbatterie bzw. -staffel der Bundeswehr gesichert. Diese Einheiten waren organisatorisch auf Kompanieebene aufgestellt. Sie bestanden normalerweise aus vier Zügen und waren für den Einsatz u. a. mit Feldkanonen FK 20 bewaffnet. Für US-Nuklearwaffen auf Korpsebene waren die Transportbataillone SW (Sonderwaffen), später umbenannt in Nachschubbataillon SW, zuständig. Parallel dazu gab es für den Einsatzfall nichtaktive Sicherungsbataillone (mob).
Einer breiten Öffentlichkeit bekannt wurden die Sondermunitionslager auf dem Gebiet der Bundesrepublik Deutschland, als die Zeitschrift Stern im Januar 1981 einen Artikel unter dem Titel „Atomrampe BRD“ veröffentlichte, in dem die westdeutschen Standorte der Atomwaffenlager offengelegt wurden. Es wurde deutlich, dass sich zahlreiche Atomwaffenlager in der Bundesrepublik befanden.
Der NATO-Doppelbeschluss von 1979 sah vor, zusätzlich zu den bereits vorhandenen nuklearfähigen Waffensystemen Mittelstreckenraketen und Marschflugkörper mit Nuklearsprengköpfen zu stationieren. Gegen diesen Beschluss lebte die Friedensbewegung auf, die innerhalb weniger Monate zu einer sozialen Massenbewegung anwuchs. Dennoch kam es zu deren Stationierung.

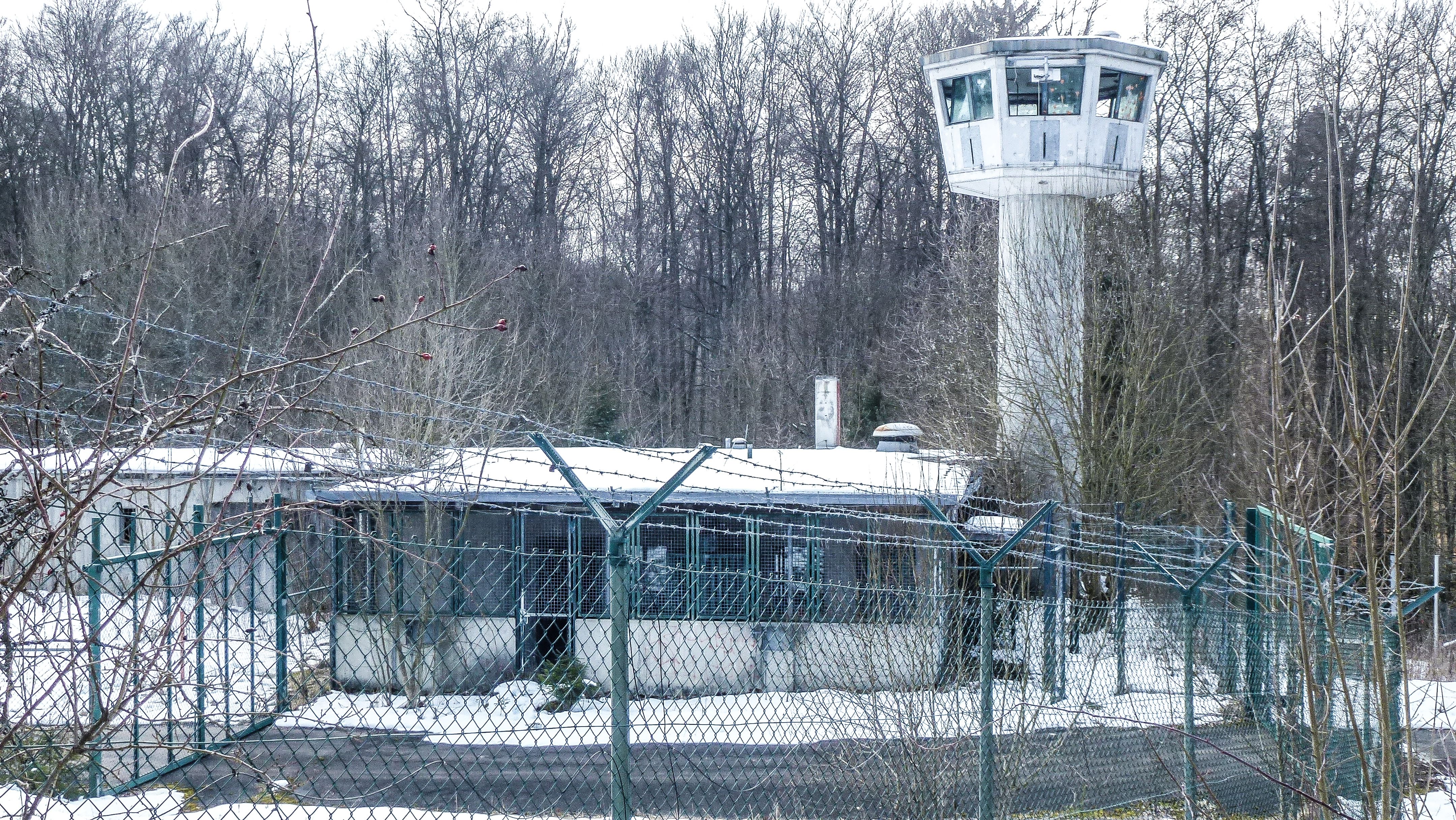
Eingang zum inneren Sperrbereich („J-Lager“) des ehemaligen Sondermunitionslagers Golf mit Kontrollgebäude und Wachturm (März 2016)

Einer dieser Standorte, die Eberhard-Finckh-Kaserne bzw. das daran angeschlossene Sondermunitionslager Golf auf der Schwäbischen Alb geriet in den frühen 1980er Jahren auch in die internationalen Schlagzeilen, als verschiedene Bezugsgruppen der Friedensbewegung mehrfach und über längere Zeiträume die Zufahrten zum Lager durch Sitzblockaden versperrten. Diese Aktionsform als Teil des Zivilen Ungehorsams fand wenig später vor den Nachrüstungs-Stationierungsorten, insbesondere auf der Mutlanger Heide als bekanntestem Stationierungsort von Pershing-II-Mittelstreckenraketen größere Verbreitung, von besonderer öffentlichkeitswirksamer Bedeutung war hier beispielsweise die sogenannte Prominentenblockade im September 1983.

### Räumung ab Beginn der 1990er Jahre

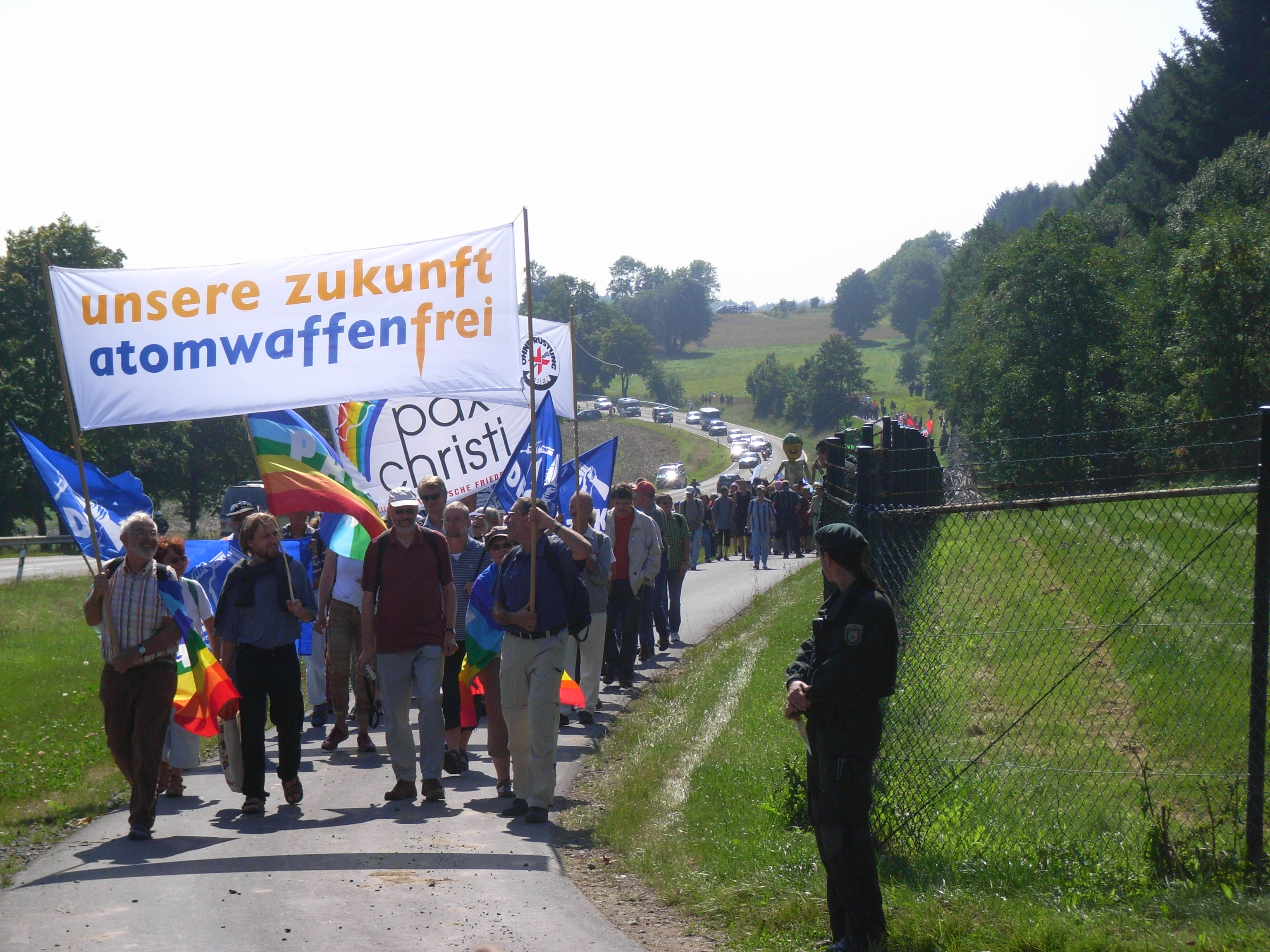
Demonstration gegen Atomwaffen in Deutschland, August 2008, nahe dem Fliegerhorst Büchel

Nach dem Ende des Kalten Krieges wurden Anfang der 1990er die meisten Sondermunitionslager vom US-Militär geräumt und damit ihrer militärischen Bestimmung enthoben. Dennoch existierten auch danach noch einzelne Depots mit nuklearer Munition auf dem Gebiet der Bundesrepublik. Das größte Sondermunitionslager in Deutschland befand sich bei der Ramstein Air Base in der Nähe von Kaiserslautern. Von dort wurde die Kernwaffenmunition im Jahr 2005 abgezogen.
2015 gibt es mit dem in der Nähe von Büchel in Rheinland-Pfalz gelegenen Depot noch mindestens ein Sondermunitionslager mit nuklearer Munition für Tornado-Jagdbomber auf deutschem Boden.

## Karte ehemaliger Standorte
Weitere Standorte ehemaliger Lager sind in einer Übersichtskarte verfügbar.